# Like a Butler
『Like a Butler』（ライク ア バトラー）は2009年2月27日にAXL（アクセル）より発売された日本の18禁恋愛アドベンチャーゲーム。

## 概要
AXLの第五弾作品で、シナリオは『ひだまり』や『恋する乙女と守護の楯』と同じ長谷川藍が担当している。
2009年2月27日の発売日には入荷本数が少なく抑えられた影響もあって、秋葉原や日本橋の店頭で完売が相次いだ。
2009年5月号の『BugBug』のB.C.G.において本作品の書き下ろしカラーマンガが掲載された。
弓野奏、御星更紗、セーラ・アップルトン、秋津原瑞穂という4人の攻略ヒロインが存在し、各々にトゥルーエンド、ノーマルエンド、バッドエンドの3種類のエンディングがある。また、サブキャラクターである笠置霧子とのエンディングが1つあるため、総エンディング数は13である。

## ストーリー
鳴海和樹の住む御星町（みほしちょう）には庶民には決して入ることの出来ないセレブのための学園がある。私立御星向学院学園、入学金だけで軽く一億を超えることから付いた別名が高額院。その高額院が全学費諸経費免除の特待生を募集することになり、日本中から集まった総受験者は85000人にも上った。その中で合格者はたった一人、和樹の幼馴染で受験料がタダだからと記念のつもりで受験した弓野奏であった。
予期せぬ事態に慌てふためく奏。さらに後日届いた入学案内書で男子学生はメイド、女子学生は執事の同伴が必須であることを知る。見知らぬセレブの世界に一人で飛び込むことに恐怖と心細さを感じる奏は和樹に自分の執事になってくれるよう1216回目の「一生のお願い」をするのであった。

## 登場人物

### 主人公
鳴海 和樹（なるみ かずき）
声：貝柱（ドラマCD）
本編の主人公。母親は既に亡く、父親は貨物船の船長で長期の外洋航海で家を留守にすることも多かったため自立している。学院への入学も奏に頼まれたこと以外は独断に近い形で入学している。
何でもそつなくこなすことができるため、趣味として色々なものに手を出してきたが、飽きっぽいのでどれも中途半端に終わっている。しかし、夏休みに他の宿題を無視して割り箸の工作に多大な時間を費やし、素晴らしい作品を完成させるといった徹底的にやり抜く一面も持っている。学院に来てからは筋トレ、空気イス、サッカーボールのリフティング等で暇潰しをしている。ギターは文化祭用に練習したことがあり、一曲だけならちょっとだけ弾ける。
趣味に対しては飽きっぽいが、幼馴染の奏に頼まれただけで志望校を捨て執事になったり、既に1200回以上一生のお願いを聞いてあげたり、学院では一期一会を大切にしていたりと人間関係は大切に、そして長く続くようである。

### メインヒロイン
弓野 奏（ゆみの かなで）
声：有栖川みや美
和樹の住むアパートの大家の娘で和樹の幼馴染。ダメ元で高額院に記念受験して、そのまま合格してしまったシンデレラガール。本当に困ったことがある度に和樹を頼って「一生のお願い」をする。和樹に好意を寄せているが、全く相手にされていない。
学院のセレブたちとあるトラブルが元で対立することになるが、その際の庶民文化による勝負を通じて学院内に様々な庶民文化ブームをもたらす。卓越した貧乏テクニックで周囲のセレブ達を驚かせる。
感情表現がとても豊かでちょっとしたことでも大声を上げて驚く。また、感情がすぐ顔に出る正直な性格で騙されやすいが、芯はしっかりしている。和樹のことは｢和樹ちゃん｣と呼ぶ。
学力で学院に受かったわけではないが、ハイレベルな高額院の授業についていけている辺り、そこそこ頭は良いようである。そろばんをやっていたこともあり、暗算はとても速い。
御星 更紗（みほし さらさ）
声：青山ゆかり
学園や町の名前の由来ともなっている御星一族の次期当主のお嬢様で学院の一年生。和樹や奏のクラスメイト。7月7日生まれのかに座。学院の理事長は彼女の大叔母であり、更紗の独断で学生を停学に出来るなど、学院では理事長に次ぐ権限を持っている。
学院の学生会長を担っている。ただし学生会は彼女が学院に上がる以前に、役員たちの無能ぶりに嫌気がさしたため解散させられてしまっている。そのため学生会の仕事は彼女（と由宇）だけで運営している状態。
当初は奏達に対して冷たい態度をとっていたものの、ある事件を境に和樹や奏達の仲良しグループに加わる。
大きな権限を持っているので偉そうな印象を与えがちだが、上に立つものとして模範であろうとしている。御星という名家に恥じない行動を心がけている。超名家の次期当主として陰の苦労も多い。
初めてのことでも見よう見まねでこなせる力を持っている。超お嬢様であることに驕るのではなく、誇りに思っている。学力も運動神経も抜群。
セーラ・アップルトン(Sara Appleton)
声：海原エレナ
世界中にアップルトンホテルを展開するホテル王を父親に持つ、テキサス出身のアメリカ人で学院の一年生。和樹や奏とは別のクラス。
見た目は西欧風の整った顔立ちに加え、抜群にスタイルがいい。
クラス内では浮き気味であるため、同じようにクラス内で浮いていた奏と仲良くなった。入学前からセレブのネットワークの社交界などでお嬢様達と知り合っていたにもかかわらず、あまり友達はいない。セレブらしからぬ、あけすけでノリの良い性格故にお嬢様やお坊ちゃんと性格が合わず、あまり親しくならない。逆に庶民の和樹や奏とは性格が合い、すぐに仲良くなった。特に和樹とはハートとハートが通じ合う仲だという。和樹や奏と出会う前まで更紗並みに庶民との関わりが少なく、硬貨すら見たことがなかった。
日本語はペラペラだが、難しい名詞は分からなかったり、勘違いしていたりすることがある。一人称は｢ワタシ｣。和樹のことは最初上手く発音できず｢かじゅき｣と発音してしまっていたが、学習の賜で「カズキ」と言えるようになった。高額院のハイレベルな授業を日本語で聞き日本語で理解している上、ダリルとの会話や学院内の自宅といった英語が使える場面でも日本語を使っていたりと、かなり日本語が身に付いている。日本語はダリルより明らかに上手い。日本語と英語の他にも二カ国語程度話せるという秀才ぶりである。英語の教科書はほとんど開いたことがないが成績は学年トップ。頭が良いだけでなく、運動神経もかなり良い。音楽では天才的な感覚を持っている。
庶民の和樹や奏には初対面から友好的な態度を示していて、庶民だからと見下すような感情や行動は一切ない。お嬢様として気取ったところがなく学院では最も早く庶民文化に興味を示し、積極的に取り入れようとした。日本文化もよく知っているが、勘違いしているものもある。
学院内にある自分のマンションにスタッフを招き入れていくつかの会社の社長を兼任しているが、どれも赤字経営となっている。それでも父を越えるという大きな志の将来に備え、道楽と言われないように頑張っている。
正々堂々と勝負することが大好きでそれをアメリカンジャスティスとしている。卑怯なことを嫌う。
秋津原 瑞穂（あきつはら みずほ）
声：松田理沙
六右衛門のメイド。本来ならば一年生の年齢であるが、主人である六右衛門と同じ授業を受けるために飛び級をして三年生の授業を受けている。六右衛門のことは｢若｣と呼ぶ。身分はメイドであるが、家は代々続く名家なので他のお嬢様同様、金に苦労したことはない。それ故に庶民の和樹や奏に驚かされることも多い。
メイドとしては優秀であるがかなりの毒舌で、主である六右衛門に対しても容赦がない。苦手なものは幽霊。
敬語以外の時は｢～だ｣、｢～ぞ｣、｢～か？｣など独特の口調で話す。
両親からもらった「トト」という名の大きな猫のぬいぐるみを可愛がっている。
メイドとして完璧に務めるのは激務のため休日をとても楽しみにしている。といっても休日はぬいぐるみと日向ぼっこするくらいである。

### サブキャラクター
笠置 霧子（かさぎ きりこ）
声：石川こよみ
学院から派遣されたメイドを管轄するメイド長兼保健体育の教師。
ボランティアで警備も行っていて、給料の多くを警備のために使う装備の購入に当てており、食費を浮かすためによく奏と和樹のいる屋敷に食事をたかりにやってくる。肝心の警備の腕の方は、優秀ではあるものの思い込みが激しいためにセーラの家のスタッフをも不審者と見なして攻撃を仕掛ける等数々のトラブルを巻き起こし、ちょくちょく警察の厄介になっている。しかし、パトカーを破壊してもその日のうちに解放されて帰ってくる。
大人の女性に見えるが、実際の年齢は和樹達と五つも離れていない。
本来は別の組織に属しているが、詳しくは語られない。組織でのコールサインは「シールド13」。
天河 由宇（てんかわ ゆう）
声：壬生中将
更紗の執事。顔は更紗と瓜二つ。実は更紗の双子（二卵性双生児）の兄。
顔がそっくりであることを利用され、しばしば更紗の要請で入れ替わりをさせられることがある。由宇の声を出す変声機はあるので由宇に変装した更紗は喋れるが、更紗の声を出す変声機がないため、変装した由宇は一切喋れない。また、使用人やメイドにもこの件は内緒のようで更紗が単独で変装して出かける場合も、由宇は変装しておかないといけない。変装の際は服越しに胸もあるように見せる。
無害な人物ということで和樹やダリルから「中性洗剤のような男」と呼ばれることがある。しかし意外と腹黒だったりお茶目だったりする一面を覗かせることも。
浦安 六右衛門（うらやす ろくえもん）
声：空乃太陽
和樹達の二つ上の先輩。武士の一族である浦安家の跡取り息子で学院の三年生。好青年だが、実はアニメ好きのオタク。
奏と和樹が学院に来た時に、最初の友人となってくれた人物。
アニメにかける情熱は本物であり、和樹たちにアニメのよさについて熱く語る度に瑞穂から気持ち悪がられている。
瑞穂のことは家族同然のように思っており、彼女が幸せになることを何より望んでいる。学院卒業後は海外の大学に進学する。
ダリル・マッケンジー(Daryl Mackensie)
声：プログレス
セーラの執事。テキサス生まれのカウボーイで、常に愛馬であるスターサファイアと共にいる。
真性の巨乳好きであり、「Fカップ以上でなければレディではなくガールである」というモットーを持つ。それが原因で更紗に無礼な態度を取ったため、物語開始当初は停学となって学院の地下牢に入れられていた。逆に巨乳であれば顔は気にしない。
ふざけた言動が目立つが、執事としては優秀。しかしカウボーイ風の外見に反してカウボーイっぽいことは全て不得意である。異質な執事だったためかセーラ同様学院に友達がほとんどおらず、会ったばかりの和樹と奏をすぐに心の友と呼ぶ。
よく死亡フラグのようなことを口にするが、その度に生還しており、セーラから「フラグクラッシャー」と呼ばれている。
巨乳のメイドを見つけてきては勝手に自らの攻略対象だと豪語しているが、相手には嫌がられていていつも失敗する。
日本語の発音が不得意なようで、和樹のことは一貫して「カジキ」と呼ぶ。

## 私立御星向学院学園
入学金やその他の諸費用で軽く億を越えてしまう超お金持ち専用の学校。しかも、これは和樹達が通っている高校の部分のみの金額であり、大半の生徒は幼稚園から在籍しているのでその金額は計り知れない。その上、入学審査も厳格でただ金持ちというだけでは入れない。
和樹たちが住む御星町の面積の大半を占める広大な敷地に幼稚園からの全ての施設が備わっている。さらにその敷地内には生徒一人一人に与えられる豪華な邸宅がある。学院ではこの邸宅を寮と呼んでいるが、一つの邸宅には一人の生徒と執事或いはメイドしか住んでおらず、実質的にはそれぞれが立派な一軒の豪邸である。敷地内に入るにはマスコミはおろか、親でさえ面倒な手続きがいる。さらには霧子や警備員が常に見回っているため、基本的に関係者以外は入れない。部外者が無断で入るととんでもない末路が待っている。逆に敷地から生徒が出る時も手続きが必要だが、こちらはそれなりの口実があれば大丈夫。名家中の名家には簡単に許可が下りる。
カリキュラムは茶道、華道、フランス語、ワインの試飲、フェンシング、乗馬など一風変わっている。特に外国語は卒業するまでに五カ国語を習得するのが普通だというくらいハイレベルである。楽器は入学した時点で全ての生徒(庶民の奏を除く)が弾ける。セレブは何かと忙しいからか部活は存在しない。セーラのように将来に備えたり、更紗のように令嬢として様々な会に出席したりする生徒が多い。

## 音楽
主題歌
- グルッポ
  - Barbarian On The Groove feat.茶太
  - 作詞・作曲・編曲：bassy

弓野奏エンディングテーマ
- 優しい時間
  - Barbarian On The Groove feat.霜月はるか
  - 作詞：wight
  - 作曲・編曲：mo2

御星更紗エンディングテーマ
- 君にしか聞こえない声で
  - solfa col.片霧烈火
  - 作詞・作曲・編曲：橋咲透

セーラ・アップルトンエンディングテーマ
- into your true heart
  - solfa col.Rita
  - 作詞・作曲・編曲：iyuna

秋津原瑞穂エンディングテーマ
- 幸せの意味
  - solfa col.iyuna
  - 作詞：天々咲麗
  - 作曲・編曲：朝日三ツ矢

各エンディングソングはそれぞれソフマップ、グッドウィル、ラオックス、メッセサンオーの購入特典として配布された特典CDに収録されている。

## スタッフ
- シナリオ：長谷川藍
- 原画：瀬之本久史
- 音楽：PELVISMUSIC inc.
- ムービー制作：yokota（feat.works）

## 予約特典
- 予約キャンペーン：Like a Butler スペシャルディスク
- ソフマップ：書き下ろしテレカ+奏エンディングテーマ（霜月はるか）+お風呂ポスター
- グッドウィル：書き下ろしテレカ+更紗エンディングテーマ（片霧烈火）
- メッセサンオー：書き下ろしテレカ+瑞穂エンディングテーマ（iyuna）
- ラオックス：書き下ろしテレカ+セーラエンディングテーマ（Rita）
- げっちゅ屋：書き下ろしテレカ+B5下敷き
- メディオ：書き下ろしテレカ+B5下敷き
- コムロード：書き下ろしテレカ+デフォルメ湯のみ
- メロンブックス：書き下ろしテレカ+痛車ステッカー
- ゲーマーズ、とらのあな、AXLオフィシャル通販：書き下ろしテレカ

## インターネットラジオ

### AXLラジオ「Like a Butler」〜高額院放送部〜
2009年2月6日から、ラジオ「Like a Butler」〜高額院放送部〜が放送された。
配信サイトおよび配信日
- 音泉

2009年2月6日 - 2009年5月8日、毎週金曜日配信
パーソナリティ
有栖川みや美（弓野奏 役）、壬生中将（天河由宇 役）

### ラジオCD
2009年8月28日に、新規録りおろしのCD特別版と、第0回～12回までの音泉配信分を収録したCDの発売が予定されている。
また、コミックマーケット76での先行発売が予定されている。

## 関連商品
ビジュアルガイドブック
- Like a Butler ビジュアル・ガイドブック
  - 出版社：JIVE
  - 発売日：2009年6月24日
  - ISBN 4-86176-685-0

小説
- パラダイムノベルス 「Like a Butler」
  - 著者：村上早紀
  - 出版社：パラダイム
  - 発売日：2009年6月30日
  - ISBN 4-89490-921-9

ドラマCD
- Like a Butler 〜Moonlight traveler〜
  - 脚本：長谷川藍
  - 販売元：WakeUp
  - 発売日：2010年4月30日
  - JAN 4560100332112